# 光亮拟黑耳
光亮拟黑耳（学名：Exidiopsis laccata）是属于银耳目银耳科拟黑耳属的一种真菌，群生于阔叶林中的阔叶树倒木枝干上。该种分布于中国、北美洲、北非、法国、哥伦比亚、哥斯达黎加、塔希提岛等地。